# Österreichische Gesellschaft für historische Gärten
Die Österreichische Gesellschaft für Historische Gärten (ÖGHG) ist ein 1991 gegründeter, politisch unabhängiger Verein im Dienste der wissenschaftlichen und gartenhistorischen Erwachsenenbildung.

## Agenden
Die Gesellschaft für historische Gärten führt internationale Kongresse, Symposien, Ausstellungen und Exkursionen durch und widmet sich der Zusammenarbeit mit Organisationen ähnlicher Zielsetzung im In- und Ausland. Unterstützung von privaten und öffentlichen Aktivitäten der Gartendenkmalpflege, Bewusstmachung des historischen Erbes, der Erhaltung und Restaurierung historischer Freiräume, Gärten und Parkanlagen in Österreich. Weiters dient sie der Durchführung von Forschungsvorhaben, Dokumentationen und Publikationen im Zusammenhang mit dem Vereinsgegenstand.

## Kongresse
Themen der bisher veranstalteten Kongresse: 
- 1994: Gartenarchitektur des Jugendstils und der Zwischenkriegszeit in Europa
- 1996: Gärten zwischen Kunst und Natur – Kulturelles Erbe und/oder ökologische Oasen
- 1999: Gärten der Gegenwart – Geschichte von Morgen
- 2002: Gartenkunst im Bild – vermittelt durch Malerei, Literatur, Fotografie und Film
- 2005: Wege, Alleen und Hecken in historischen Grünanlagen
- 2007: The House of Habsburg and Garden Art
- 2008: Jüdische Friedhöfe in Berlin und Wien
- 2009: Historische Gärten und Marketing
- 2011: Historische Gärten und Parks im Klimawandel

## Publikationen
- Géza Hajós, Österreichische Gesellschaft für Historische Gärten (Hrsg.) Historische Gärten in Österreich – Vergessene Gesamtkunstwerke, Böhlau Verlag, 1993, ISBN 978-320598095-7
- Historische Gärten, Zeitschrift der Österreichischen Gesellschaft für Historische Gärten, Halbjahresschrift
- Eva Berger, Astrid Göttche, Christian Hlavac, Österreichische Gesellschaft für historische Garten (Hrsg.) Historische Gärten und Parks in Österreich. Band 1 Österreichische Gartengeschichte, Böhlau Verlag, 2012, ISBN 978-3-205-78795-2